# Lehtosaari (ö i Kajanaland, Kehys-Kainuu, lat 64,34, long 29,09)
Lehtosaari är en ö i Finland. Den ligger i sjön Kuivajärvi och i kommunen Kuhmo i den ekonomiska regionen  Kehys-Kainuu  och landskapet Kajanaland, i den centrala delen av landet, 500 km norr om huvudstaden Helsingfors. Öns area är 11,8 hektar och dess största längd är 0,7 kilometer i sydöst-nordvästlig riktning.